# Prix Jean-Arp de littérature francophone
Le prix Jean-Arp de littérature francophone est un prix littéraire français récompensant des auteurs d'expression française, créé en 2004 à Strasbourg. L’Association capitale européenne des littératures (EUROBABEL) qui l’organise a été officiellement fondée en juin 2005. Elle a son siège sur l'emblématique place du Marché Gayot, dans le vieux Strasbourg.
D’abord désigné sous le nom de Prix de littérature Nathan Katz, le prix a changé d’appellation en 2008. Le nom du Strasbourgeois Jean Arp, poète et plasticien visionnaire, cofondateur du mouvement Dada à Zurich en 1916, est en effet celui d'un écrivain qui, né en 1886 dans une Alsace alors annexée par le Reich wilhelmien et élevé dans la langue allemande, a cependant fait le choix d'écrire en français une grande part de son œuvre. Il représente excellemment ce qu'est le défi de la littérature francophone : le choix de la langue française dans un environnement culturel où elle ne s'impose pas comme une évidence.
Le prix Jean Arp de littérature francophone est décerné chaque année dans les salons du restaurant strasbourgeois Chez Yvonne. La cérémonie de remise du prix a lieu au printemps.
Il est parrainé par l’université de Strasbourg.

## Objectifs
Le prix Jean-Arp de littérature francophone a été créé afin de récompenser chaque année pour l’ensemble de son œuvre « un écrivain francophone de premier plan, dont le travail est particulièrement remarquable par l’originalité et la qualité de son écriture, quel qu’en soit le genre, comme par la vigueur et l’amplitude de sa vision ».
Ses créateurs partent du triple constat d’une massification progressive de la culture, d’une marchandisation préoccupante du secteur de l’édition et de la pression croissante des langues et des cultures dominantes du fait de la mondialisation de l’économie.
Face à cette réalité, ils considèrent la francophonie non pas un héritage postcolonial ou un handicap socio-économique, mais comme une chance et une ambition : le choix d'une civilisation fondée sur un véritable dialogue des langues et des cultures, d'une universalité qui ne soit pas uniforme et unidimensionnelle, d'une parole qui ne soit pas qu'un outil de communication et d'asservissement. La cause que défend depuis sa création le prix Jean-Arp de littérature francophone est celui d'une nouvelle francophonie, celui d'un plurilinguisme où le français aura sa place à côté d'autres langues comme l'allemand, l'espagnol, le portugais, le russe, l'arabe ou le chinois, celui d'une langue librement choisie et elle-même libérante.
Dans cette perspective spécifique, l’objectif du prix est « d’appeler l’attention sur l’œuvre d’écrivains qui ont fait le choix de mener leur travail à l’écart de la pression commerciale et médiatique et de faire apparaître dans la langue française de nouvelles possibilités de création et d’expression ».

## Fonctionnement
Le prix Jean-Arp de littérature francophone revendique une totale indépendance par rapport aux grandes maisons d’édition. Ses choix ne couronnent pas un livre déjà présent en librairie, mais l’ensemble d’une œuvre souvent au contraire peu accessible.
Pour favoriser la lecture de l’auteur distingué par le prix, l’Association capitale européenne des littératures (EUROBABEL) suscite donc la publication d’un ou plusieurs de ses textes grâce aux partenariats existants avec différents éditeurs.
En complémentarité  avec le prix Jean Arp de littérature francophone, l’Association capitale européenne des littératures (EUROBABEL) décerne deux autres prix : le prix européen de littérature et le prix du patrimoine Nathan Katz. 
Le jury du prix Jean-Arp de littérature francophone est placé sous la présidence d’honneur de Claude Vigée. En 2013, il comprend quatorze membres, tous bénévoles : 
- Claude-Henry du Bord, membre depuis 2008.
- Michèle Finck, membre depuis 2008.
- Vladimir Fisera, membre depuis 2006.
- Jacques Goorma, secrétaire du jury, membre depuis 2005.
- Jean-Paul Klée, membre depuis 2012.
- Pascal Maillard, coordinateur du prix, membre depuis 2005.
- Jean-Yves Masson, membre depuis 2007.
- Jean-Baptiste Para, membre depuis 2007.
- Gérard Pfister, membre depuis 2005.
- Anne-Marie Soulier, membre depuis 2005.
- Albert Strickler, membre depuis 2005.
- Marc Syren, membre depuis 2005.
- Jean-Claude Walter, membre depuis 2005.

## Liste des lauréats
La liste des lauréats est la suivante : 
- 2004 : Jean Mambrino ( France).
- 2005 : Henri Meschonnic ( France).
- 2006 : Marcel Moreau ( Belgique).
- 2007 : Bernard Vargaftig ( France).
- 2008 : Anise Koltz ( Luxembourg).
- 2009 : Pierre Dhainaut ( France).
- 2010 : Denise Desautels ( Québec).
- 2011 : Valère Novarina ( France /  Suisse).
- 2012 : Silvia Baron Supervielle ( France /  Argentine).
- 2013 : Marcel Cohen ( France).
- 2015 : Jacques Abeille ( France).
- 2016 : Petr Král ( République tchèque).